# Limnopoa meeboldii
Limnopoa meeboldii är en gräsart som först beskrevs av Cecil Ernest Claude Fischer, och fick sitt nu gällande namn av Charles Edward Hubbard. Limnopoa meeboldii ingår i släktet Limnopoa och familjen gräs. Inga underarter finns listade i Catalogue of Life.